# Semiothisa pryeri
Semiothisa pryeri är en fjärilsart som beskrevs av Butler 1887. Semiothisa pryeri ingår i släktet Semiothisa och familjen mätare. Inga underarter finns listade i Catalogue of Life.